# Wolfgang Zuckschwerdt
Wolfgang Zuckschwerdt (ur. 5 maja 1949) – wschodnioniemiecki judoka.
Brązowy medalista mistrzostw świata w 1973; uczestnik zawodów w 1975. Zdobył dziewięć medali na mistrzostwach Europy w latach 1973 - 1977. Wicemistrz Europy kadetów w 1967. Mistrz NRD w 1969, 1973, 1974, 1976 i 1977 roku.